# Bombus kirbiellus
Bombus kirbiellus is een vliesvleugelig insect uit de familie bijen en hommels (Apidae). De wetenschappelijke naam van de soort is voor het eerst geldig gepubliceerd in 1835 door Curtis. De soort komt voor in Canada en de Verenigde Staten en staat op de rode lijst van de IUCN als beschermingsstatus onzeker.